# AFC Women's Champions League 2024-2025
L'AFC Women's Champions League 2024-2025 è stata la prima edizione del campionato asiatico di calcio femminile per club. Il torneo è iniziato il 25 agosto 2024 e si è concluso il 24 maggio 2025 con la finale.

## Formato
Il formato per la prima edizione della competizione nella stagione 2024-2025 comprenderà:
- Una fase preliminare (un girone da quattro squadre e tre gironi da tre squadre), in sedi centralizzate.
- Un torneo principale con 12 squadre (tre gironi da quattro squadre), in una sede centralizzata.
- Quarti di finale, ospitati dalle vincitrici dei gironi e dalla migliore seconda classificata.
- Semifinali e finale, in una sede centralizzata.

## Ranking
I principi chiave della competizione sono stati pubblicati dall'AFC il 20 agosto 2023. Nelle prime quattro stagioni ci sarà una singola iscrizione per  membro partecipante. I club delle migliori otto nazioni asiatiche, secondo la Classifica mondiale femminile della FIFA godranno della qualificazione diretta alla fase a gironi, mentre le altre associazioni ottengono l'accesso alla fase preliminare. Per la prima edizioni della competizione, 22 associazioni membri avevano fatto domanda per partecipare . Tuttavia, il Naegohyang della Corea del Nord si è ritirato prima del sorteggio.
| Pos. | Federazione    | Coeff.  | Sq.  |
| ---- | -------------- | ------- | ---- |
| 1    | Giappone       | 1975,97 | 1    |
| 2    | Corea del Nord | 1943,66 | 0    |
| 3    | Australia      | 71,166  | 1    |
| 4    | Cina           | 61,833  | 1    |
| 5    | Corea del Sud  | 35,000  | 1    |
| 6    | Vietnam        | 26,999  | 1    |
| 7    | Filippine      | 26,166  | 1    |
| 8    | Taipei Cinese  | 25,750  | 1    |
| 9    | Thailandia     | 24,000  | 1    |
| 10   | Uzbekistan     | 22,000  | 1    |
| 11   | Myanmar        | 20,500  | 1    |
| 12   | Iran           | 20,500  | 1    |
| 13   | India          | 20,250  | 1    |
| 14   | Giordania      | 20,000  | 1    |
| 15   | Hong Kong      | 18,500  | 1    |
| 16   | Bahrein        | 18,500  | (NI) |

| Pos. | Federazione         | Coeff. | Sq.  |
| ---- | ------------------- | ------ | ---- |
| 17   | Laos                | 14,000 | 1    |
| 18   | Malesia             | 14,000 | 1    |
| 19   | Nepal               | 12,000 | 1    |
| 20   | Guam                | 11,500 | (NI) |
| 21   | Indonesia           | 11,500 | (NI) |
| 22   | Emirati Arabi Uniti | 11,000 | 1    |
| 23   | Cambogia            | 9,500  | (NI) |
| 24   | Mongolia            | 9,500  | (NI) |
| 25   | Palestina           | 9,500  | (NI) |
| 26   | Kirghizistan        | 8,000  | (NI) |
| 27   | Libano              | 8,000  | (NI) |
| 28   | Singapore           | 7,500  | 1    |
| 29   | Turkmenistan        | 7,500  | (NI) |
| 30   | Bangladesh          | 7,500  | (NI) |
| 31   | Tajikistan          | 7,000  | (NI) |
| 32   | Sri Lanka           | 7,000  | (NI) |

| Pos. | Federazione                   | Coeff. | Sq.  |
| ---- | ----------------------------- | ------ | ---- |
| 33   | Pakistan                      | 6,000  | (NI) |
| 34   | Timor Est                     | 5,500  | (NI) |
| 35   | Maldive                       | 5,500  | (NI) |
| 36   | Siria                         | 5,500  | (NI) |
| 37   | Iraq                          | 5,000  | (NI) |
| 38   | Bhutan                        | 4,500  | 1    |
| 39   | Macao                         | 4,500  | (NI) |
| 40   | Arabia Saudita                | 4,000  | 1    |
| (NP) | Afghanistan                   | 0,000  | (NI) |
| (NP) | Kuwait                        | 0,000  | (NI) |
| (NP) | Qatar                         | 0,000  | (NI) |
| (NP) | Brunei                        | 0,000  | (NI) |
| (NP) | Isole Marianne Settentrionali | 0,000  | (NI) |
| (NP) | Oman                          | 0,000  | (NI) |
| (NP) | Yemen                         | 0,000  | (NI) |

Legenda:
- (NI) - Non partecipa
- (NP) - Nessuna posizione (l'associazione non ha partecipato alle cinque stagioni utilizzate per il calcolo dei coefficienti)

## Squadre partecipanti
La seguente lista contiene le squadre qualificate per il torneo e che competeranno per l'edizione in corso.
| Turno                   | Squadre          | Squadre        | Squadre             | Squadre                   |
| ----------------------- | ---------------- | -------------- | ------------------- | ------------------------- |
| Fase a gironi           | Urawa Reds       | Melbourne City | Wuhan Jiangda       | Hyundai Red Angels        |
| Fase a gironi           | Hồ Chí Minh City | Kaya–Iloilo    | Taichung Blue Whale | College of Asian Scholars |
|                         |                  |                |                     |                           |
| Turno di qualificazione | Nasaf            | Myawady        | Bam Khatoon         | Odisha                    |
| Turno di qualificazione | Etihad           | Kitchee        | Young Elephants     | Sabah                     |
| Turno di qualificazione | APF              | Abu Dhabi CC   | Lion City Sailors   | Royal Thimphu College     |
| Turno di qualificazione | Al Nassr         |                |                     |                           |

## Turni e sorteggi
L'AFC ha fissato il calendario della competizione e gli abbinamenti che saranno necessari nello svolgersi del torneo.
| Turno                   | Turno            | Sorteggio      | Data              |
| ----------------------- | ---------------- | -------------- | ----------------- |
| Turno di qualificazione | Prima giornata   | 18 luglio 2024 | 25-31 agosto 2024 |
| Turno di qualificazione | Seconda giornata | 18 luglio 2024 | 25-31 agosto 2024 |
| Turno di qualificazione | Terza giornata   | 18 luglio 2024 | 25-31 agosto 2024 |
| Fase a gironi           | Prima giornata   | 18 luglio 2024 | 3-12 ottobre 2024 |
| Fase a gironi           | Seconda giornata | 18 luglio 2024 | 3-12 ottobre 2024 |
| Fase a gironi           | Terza giornata   | 18 luglio 2024 | 3-12 ottobre 2024 |
| Quarti di finale        | Quarti di finale | 8 gennaio 2025 | 22-23 marzo 2025  |
| Semifinali              | Semifinali       | 8 gennaio 2025 | 21 maggio 2025    |
| Finale                  | Finale           | 8 gennaio 2025 | 24 maggio 2025    |

## Qualificazioni

### Gruppo A
| Squadra         | Pt | G | V | N | P | GF | GS | DG |
| --------------- | -- | - | - | - | - | -- | -- | -- |
| Abu Dhabi CC    | 9  | 3 | 3 | 0 | 0 | 4  | 1  | +3 |
| Al Nassr        | 6  | 3 | 2 | 0 | 1 | 6  | 1  | +5 |
| Young Elephants | 3  | 3 | 1 | 0 | 2 | 4  | 5  | -1 |
| Myawady         | 0  | 3 | 0 | 0 | 3 | 0  | 7  | -7 |

### Gruppo B
| Squadra           | Pt | G | V | N | P | GF | GS | DG |
| ----------------- | -- | - | - | - | - | -- | -- | -- |
| Odisha            | 6  | 2 | 2 | 0 | 0 | 6  | 2  | +4 |
| Etihad            | 3  | 2 | 1 | 0 | 1 | 6  | 2  | +4 |
| Lion City Sailors | 0  | 2 | 0 | 0 | 2 | 1  | 9  | -8 |

### Gruppo C
| Squadra | Pt | G | V | N | P | GF | GS | DG |
| ------- | -- | - | - | - | - | -- | -- | -- |
| Sabah   | 4  | 2 | 1 | 1 | 0 | 2  | 1  | +1 |
| Nasaf   | 3  | 2 | 1 | 0 | 1 | 2  | 2  | 0  |
| APF     | 1  | 2 | 0 | 1 | 1 | 0  | 1  | -1 |

### Gruppo D
| Squadra               | Pt | G | V | N | P | GF | GS | DG |
| --------------------- | -- | - | - | - | - | -- | -- | -- |
| Bam Khatoon           | 6  | 2 | 2 | 0 | 0 | 4  | 1  | +3 |
| Kitchee               | 3  | 2 | 1 | 0 | 1 | 1  | 2  | -1 |
| Royal Thimphu College | 0  | 2 | 0 | 0 | 2 | 1  | 3  | -2 |

## Fase a gironi

### Gruppo A
| Squadra            | Pt | G | V | N | P | GF | GS | DG  |
| ------------------ | -- | - | - | - | - | -- | -- | --- |
| Hyundai Red Angels | 7  | 3 | 2 | 1 | 0 | 7  | 2  | +5  |
| Abu Dhabi CC       | 5  | 3 | 1 | 2 | 0 | 6  | 5  | +1  |
| Wuhan Jiangda      | 3  | 3 | 1 | 0 | 2 | 8  | 4  | +4  |
| Sabah              | 1  | 3 | 0 | 1 | 2 | 2  | 12 | -10 |

### Gruppo B
| Squadra                   | Pt | G | V | N | P | GF | GS | DG |
| ------------------------- | -- | - | - | - | - | -- | -- | -- |
| Melbourne City            | 9  | 3 | 3 | 0 | 0 | 9  | 1  | +8 |
| Bam Khatoon               | 4  | 3 | 1 | 1 | 1 | 4  | 4  | -1 |
| Kaya–Iloilo               | 2  | 3 | 0 | 2 | 1 | 1  | 5  | -4 |
| College of Asian Scholars | 1  | 3 | 0 | 1 | 2 | 1  | 5  | -4 |

### Gruppo C
| Squadra             | Pt | G | V | N | P | GF | GS | DG  |
| ------------------- | -- | - | - | - | - | -- | -- | --- |
| Urawa Reds          | 9  | 3 | 3 | 0 | 0 | 21 | 0  | +21 |
| Hồ Chí Minh City    | 6  | 3 | 3 | 0 | 0 | 6  | 4  | +2  |
| Taichung Blue Whale | 3  | 3 | 1 | 0 | 2 | 5  | 5  | 0   |
| Odisha              | 0  | 3 | 0 | 0 | 3 | 1  | 24 | -23 |

### Raffronto tra le terze classificate
| Squadra             | Pt | G | V | N | P | GF | GS | DG | Gruppo |
| ------------------- | -- | - | - | - | - | -- | -- | -- | ------ |
| Wuhan Jiangda       | 3  | 3 | 1 | 0 | 2 | 8  | 4  | +4 | A      |
| Taichung Blue Whale | 3  | 3 | 1 | 0 | 2 | 5  | 5  | 0  | C      |
| Kaya–Iloilo         | 2  | 3 | 0 | 2 | 1 | 1  | 5  | -4 | B      |

## Fase a eliminazione diretta
La fase a eliminazione diretta sarà giocata con partite a gara unica. Le semifinali e la finale si disputeranno in una sede centralizzata.

### Sorteggio
Il sorteggio si è tenuto l'8 gennaio 2025. Per i quarti di finale, le tre vincitrici dei gironi e la migliore seconda classificata sono state designate come teste di serie e ospiteranno la partita. Le squadre appartenenti allo stesso girone non sono state sorteggiate l'una contro l'altra.
| Teste di serie     | Non teste di serie  |
| ------------------ | ------------------- |
| Urawa Reds         | Abu Dhabi CC        |
| Melbourne City     | Bam Khatoon         |
| Hyundai Red Angels | Wuhan Jiangda       |
| Hồ Chí Minh City   | Taichung Blue Whale |

### Tabellone
|  | Quarti di finale | Quarti di finale    | Quarti di finale |               |       | Semifinali         | Semifinali | Semifinali |  |  | Finale | Finale         | Finale |
|  |                  |                     |                  |               |       |                    |            |            |  |  |        |                |        |
|  | 1                | Hyundai Red Angels  | 1                |               |       |                    |            |            |  |  |        |                |        |
|  | 8                | Bam Khatoon         | 0                |               |       |                    |            |            |  |  |        |                |        |
|  | 8                | Bam Khatoon         | 0                |               |       | Hyundai Red Angels | 0          |            |  |  |        |                |        |
|  |                  |                     |                  |               |       | Hyundai Red Angels | 0          |            |  |  |        |                |        |
|  |                  |                     | Melbourne City   | 1             |       |                    |            |            |  |  |        |                |        |
|  | 4                | Melbourne City      | Melbourne City   | 1             | 3     |                    |            |            |  |  |        |                |        |
|  | 4                | Melbourne City      |                  |               | 3     |                    |            |            |  |  |        |                |        |
|  | 5                | Taichung Blue Whale | 0                |               |       |                    |            |            |  |  |        |                |        |
|  |                  |                     |                  |               |       |                    |            |            |  |  |        | Melbourne City | 1 (4)  |
|  |                  |                     |                  | Wuhan Jiangda | 1 (5) |                    |            |            |  |  |        |                |        |
|  | 3                | Urawa Reds          | 0 (4)            |               |       |                    |            |            |  |  |        |                |        |
|  | 6                | Wuhan Jiangda (dtr) | 0 (5)            |               |       |                    |            |            |  |  |        |                |        |
|  | 6                | Wuhan Jiangda (dtr) | 0 (5)            |               |       | Wuhan Jiangda      | 2          |            |  |  |        |                |        |
|  |                  |                     |                  |               |       | Wuhan Jiangda      | 2          |            |  |  |        |                |        |
|  |                  |                     | Hồ Chí Minh City | 0             |       |                    |            |            |  |  |        |                |        |
|  | 2                | Hồ Chí Minh City    | Hồ Chí Minh City | 0             | 5     |                    |            |            |  |  |        |                |        |
|  | 2                | Hồ Chí Minh City    |                  |               | 5     |                    |            |            |  |  |        |                |        |
|  | 7                | Abu Dhabi CC        | 4                |               |       |                    |            |            |  |  |        |                |        |

### Quarti di finale
| Arbitro: | Koizumi |

|         |           |  |
| Kim 81’ | Marcatori |  |

| Arbitro: | Casey Reibelt |

| |           |                                           |
| K'Thủa 63’ Chương Thị Kiều 67’ Trần Nguyễn Bảo Châu 76’ Ngô Thị Hồng Nhung 83’ Al-Zaabi 89’ (aut.) | Marcatori | Adubea 3’ Al-Ghafri 15’ Tetteh 45+2’, 74’ |

| Arbitro: | Oh Hyeon-Jeong |

|                                                            |                      |                                                                                  |
| Takahashi Shiokoshi Fujisaki Ikeda Goto Ito Kurishima Endo | Tiri di rigore 5 – 6 | Yao Wei Wu Haiyan Deng Mengye Zhao Yuxin Wang Shuang Tang Han Ma Jun Xu Qianqian |

| Arbitro: | Kim Yu-jeong |

|                                                   |           |  |
| Speckmaier 4’ Li Pei-jung 43’ (aut.) McNamara 63’ | Marcatori |  |

### Semifinali
| Arbitro: | Veronika Bernatskaya |

|                               |           |  |
| Wang Shuang 34’ Song Duan 54’ | Marcatori |  |

| Arbitro: | Pansa Chaisanit |

|  |           |               |
|  | Marcatori | 90+4’ McMahon |

### Finale
| Arbitro: | Asaka Koizumi |

|                                             |                      |                                                                |
| McMahon 76’                                 | Marcatori            | 90+8’ (rig.) Wang Shuang                                       |
| McMahon McKenna Otto Speckmaier Stott Henry | Tiri di rigore 4 – 5 | Yao Wei Wu Haiyan Deng Mengye Song Duan Wang Shuang Zhao Yuxin |

## Classifica marcatrici
Aggiornata al 24 maggio 2025
| Gol |  |  | Giocatore           | Squadra                            |
| --- |  |  | ------------------- | ---------------------------------- |
| 5   |  |  | Kenya Terry Engesha | Hyundai Red Angels / Wuhan Jiangda |
| 5   |  |  | Miki Ito            | Urawa Reds                         |
| 4   |  |  | Yuzuho Shiokoshi    | Urawa Reds                         |
| 4   |  |  | Mariana Speckmaier  | Melbourne City                     |
| 3   |  |  | Lourdes Bosch       | Melbourne City                     |
| 3   |  |  | Deng Mengye         | Wuhan Jiangda                      |
| 3   |  |  | Huỳnh Như           | Hồ Chí Minh City                   |
| 3   |  |  | Eugenia Tetteh      | Abu Dhabi CC                       |
| 2   |  |  | Song Duan           | Wuhan Jiangda                      |
| 2   |  |  | Ngô Thị Hồng Nhung  | Hồ Chí Minh City                   |
| 2   |  |  | Zahra Ghanbari      | Bam Khatoon                        |
| 2   |  |  | Chen Jin-wen        | Taichung Blue Whale                |
| 2   |  |  | Naeema Juma         | Abu Dhabi CC                       |
| 2   |  |  | Kabange Mupopo      | Wuhan Jiangda                      |
| 2   |  |  | Mei Shimada         | Urawa Reds                         |